# جو فوغل
جو فوغل (بالإنجليزية: Joe Vogel)‏ مواليد 15 سبتمبر 1973 في نورث بلات، هو لاعب كرة سلة أمريكي/لبناني. مثل منتخب لبنان لكرة السلة. بدأ مسيرته الاحترافية في سنة 1996. تم اختياره من قبل فريق سياتل سوبرسونيكس خلال الدرافت. يحمل الرقم 41. يبلغ طوله 6 قدم 11 بوصة (2.1 م). حقق المركز الثاني في بطولة أمم آسيا لكرة السلة 2007.

## المسيرة الاحترافية
لعب مع غلطة سراي لكرة السلة في الدوري التركي في موسم 1996–1997، ثم لعب مع ريد وولفز في موسم 1997–1998، ثم لعب مع نادي الاتحاد في موسم 1998–1999، ثم لعب مع الحكمة اللبناني في موسم 1999–2000، ثم لعب مع سنجان فلاينج تايجرز في الدوري الصيني في موسم 2002–2003.

## الميداليات
| الميدالية | المسابقة                       |
| --------- | ------------------------------ |
| فضية      | بطولة أمم آسيا لكرة السلة 2007 |

## روابط خارجية
- جو فوغل على موقع الاتحاد الدولي لكرة السلة (الإنجليزية)
- جو فوغل على موقع سبورتس رفرنس (الإنجليزية)
- جو فوغل على موقع كرة السلة الأوروبية.كوم (الإنجليزية)
- جو فوغل على موقع كلية كرة السلة في سبورتس رفرنس.كوم (الإنجليزية)
- جو فوغل على موقع ريلجم (الإنجليزية)
- جو فوغل على موقع بروبوليرز (الإنجليزية)